# 滷水

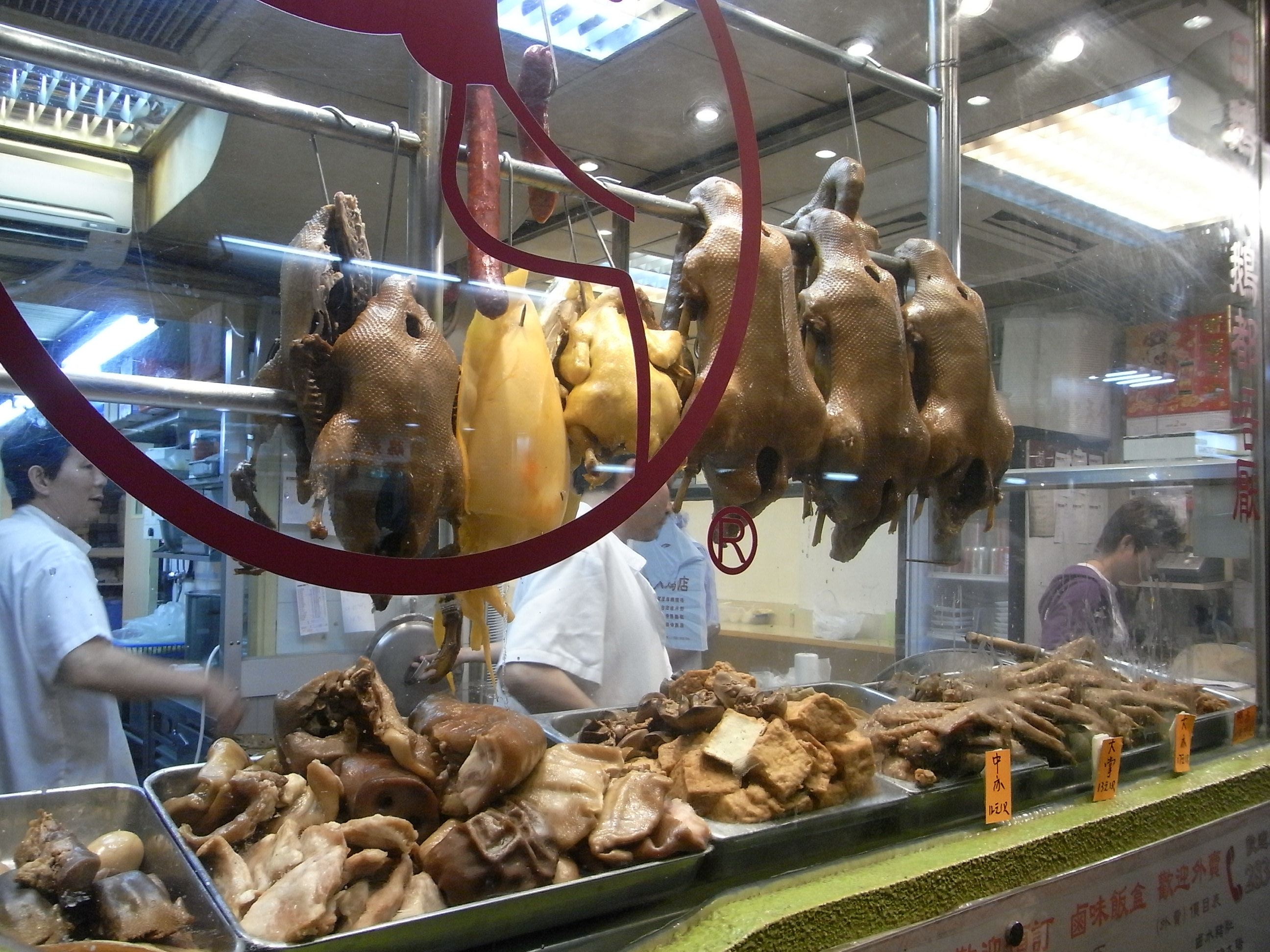
滷水で作られた食品

滷水（るうすい）は、広東省、潮州および汕頭地域の調味液である。広東省、香港、福建省、台湾などで人気がある。滷味食品の製造に用いられる。 

## 材料
滷水は醤油をベースにさまざまな香味材料を加えて作る。香味材料の選択に確立された基準はないが、一般的なものとして、胡椒、八角、 陳皮、シナモン、甘草、草果（カルダモン類）、ショウガ、ガランガル、 山柰（番鬱金）、ネギ、氷砂糖を用いる。中でもガランガルは正統的な滷水に必須の味である。四川風味の滷水には唐辛子を加えることもある 。滷水の自作は難しくはなく、醤油と香味材料を一緒に煮るだけだが、香味材料の味をきちんと出し、滷味料理に味をきちんと移すのは容易ではないので、滷水の製法を秘法のレシピとする店も少なくない。 

## 使用法
滷水で滷味食品を作る際は、滷水を一度沸騰させ、煮崩れしにくい食材を煮ることで食材に滷味を付ける。よく使われる材料としては、鴨、 ガチョウ、豚足、鶏モツ、牛モツ、豆腐などがある。 

## 熟成滷水
滷水は使えば使うほど食材の味を取り込んで、味が良くなるとされている。このため滷味食品を出す店では煮屑を濾し、醤油や香味材料を足すことで昔からの滷水を維持している。香港には父の代から65年以上の歴史のある滷水を使っているとする滷味食品店もある。一般に滷水は使えば使うほど味が良くなるとされるが、香港と台湾の大学の研究では、動物性脂肪を繰り返し長時間煮込むことで、発癌性の酸化コレステロールが産生され、癌や心臓病の発病リスクを高めるとしている。 

## 脚註
1. ↑  潮汕人的美味秘诀—南姜，南洋网
2. ↑  賞味：滷水 傳統新派總相宜，蘋果日報，2014-04-27
3. ↑  仿父秘方 18種藥材熬滷水汁，太陽報，2014-03-13
4. ↑  半世紀醇香 傳承滷水精，蘋果日報，2014-04-26
5. ↑  滾得越耐　越易中招 滷水食物致癌，蘋果日報，2014-04-26